# Межречье
Межречье (до 1946 — Ауэрфлус (нем. Auerfluß), до 2022 — Междуречье) — посёлок в Озёрском городском округе Калининградской области. До 2014 года посёлок входил в состав Красноярского сельского поселения.

## География
Находится в южной части Калининградской области, в зоне хвойно-широколиственных лесов, в пределах Виштынецкой возвышенности, на левом берегу реки Анграпы, на расстоянии примерно 3 километров (по прямой) к юго-западу от города Озёрска, административного центра района. Абсолютная высота — 112 метров над уровнем моря.

### Климат
Климат характеризуется как переходный от морского к умеренно континентальному. Среднегодовая температура воздуха — 7,7 °C. Средняя температура воздуха самого холодного месяца (января) — −2,9 °C (абсолютный минимум — −35 °C); самого тёплого месяца (июля) — 18,7 °C (абсолютный максимум — 36 °C). Годовое количество атмосферных осадков — 775 мм, из которых большая часть выпадает в тёплый период.

## История
В 1945 году по итогам Второй Мировой войны Ауэрфлус вошёл в состав СССР.
В 1946 году Ауэрфлус был переименован в посёлок Междуречье.
В 2022 году посёлок Междуречье переименован в Межречье.

## Население
| 1818 | 1907 | 1925 | 1933 | 1939 | 2002 | 2010 |
| ---- | ---- | ---- | ---- | ---- | ---- | ---- |
| 20   | ↗131 | ↗171 | ↗300 | ↗374 | ↘2   | ↘1   |

В 1818 году в Ауэрфлусе проживало 20 человек, в 1907 году — 131 человек, в 1925 году — 171 человек, в 1933 году — 300 человек, в 1939 году — 374 человека.